# Ovidiu Dănănae
Ovidiu Liviu Dănănae (sinh ngày 26 tháng 8 năm 1985) là một cầu thủ bóng đá người România thi đấu ở vị trí hậu vệ phải cho FC U Craiova.